# Grijze oehoe
De grijze oehoe (Bubo cinerascens) is een oehoe uit de familie Strigidae. Deze uil komt voor in Sub-Saharisch Afrika.

## Kenmerken
Deze oehoe is 43 cm lang en weegt ongeveer 500 g. Voor een soort oehoe is het een betrekkelijk kleine uil; de gewone oehoe uit Eurazië is bijvoorbeeld 70 cm lang en kan 3 kilo wegen. De vogel lijkt sterk op de Afrikaanse oehoe (B. africanus). De grijze oehoe is minder opvallend gevlekt en mist de duidelijke bandering op de rug. De staart heeft meer smalle donkere banden. Van onder is de uil wat bruiner met fijne tekening. De snavel is grijs en de iris is donkerbruin. Onvolwassen vogels lijken sterk op de Afrikaanse oehoe, maar hebben ook donkere ogen.

## Verspreiding en leefgebied
Deze soort komt voor van Senegal en Gambia tot Ethiopië en noordelijk Kenia.
Het leefgebied bestaat uit droge gebieden zoals savanne en halfwoestijnen met rotsen en hellingen en verspreid staande bomen en doornig struikgewas. In Somalië komt de vogel ook voor in laaglandbos maar de uil mijdt dichte bossen. In Oost-Afrika is de vogel ook aangetroffen in steden en buitenwijken.

## Status
De wereldpopulatie is niet gekwantificeerd. De vogel is wijd verspreid en algemeen. Men veronderstelt dat de soort in aantal stabiel is. Om deze redenen staat de grijze oehoe als niet bedreigd op de Rode Lijst van de IUCN.